# Грузятин
Грузятин (укр. Грузятин) — село в Колковской поселковой общине Луцкого района Волынской области Украины.
До 2020 года входило в Маневичский район.
Код КОАТУУ — 0723680302. Население по переписи 2024 года составляет 593 человек. Почтовый индекс — 44667. Телефонный код — +380 3376. Занимает площадь 2,21 км².